# 浅草米兵暴行事件

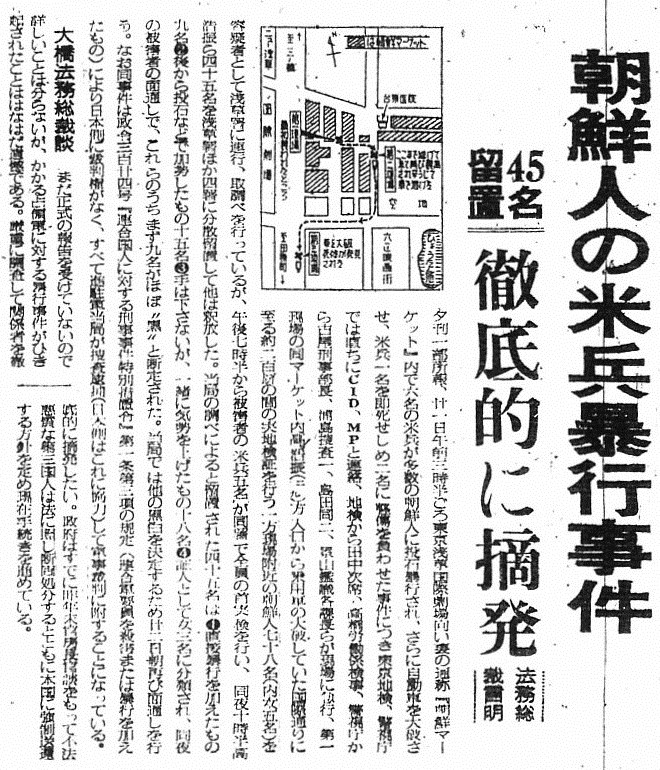
浅草米兵暴行事件を報じた毎日新聞の記事（1951年3月22日）

浅草米兵暴行事件（あさくさべいへいぼうこうじけん）とは、1951年3月21日に連合国の占領下にあった日本の東京都台東区で発生した在日朝鮮人によるアメリカ軍兵士を標的とした暴行殺人事件。

## 事件の背景
事件に先立ち、3月2日には密入国者を中心とした朝鮮人408名が、建国して間もない大韓民国に強制送還されており、これを不服とした北朝鮮系の在日朝鮮人の間には、アメリカやイギリスを中心とした連合国の占領軍に強い不満があった。
事件現場となった「朝鮮マーケット」は、当時在日本朝鮮人連盟（朝連）系の在日朝鮮人が牛耳っていた。朝鮮マーケット内には「強制送還反対」「民主民族戦線」などのビラやポスターが多数貼られており、韓国系よりも北朝鮮系の朝鮮人が多数を占めていた。付近では、1950年3月に「台東会館事件」が発生しており、「朝鮮マーケット」もその際に一斉捜索を受けて逮捕者を出している「いわく付き」の地域であった。

## 事件の概要
1951年3月21日午前3時30分頃、浅草国際劇場（現在の浅草ビューホテル）向かい側の浅草千束町（1965年8月の住居表示制度実施前の町名、現在の千束とは異なる）にあった闇市の通称「朝鮮マーケット」内の在日朝鮮人経営の旅館に6名のアメリカ軍兵士が宿泊していた。アメリカ軍兵士が旅館のオーナーらと口論になり、その際にアメリカ軍兵士1人がハサミで切り付けられ負傷した。他のアメリカ軍兵士が負傷したアメリカ軍兵士を車に乗せて脱出しようとしたところ、100名ほどの朝鮮人たちに投石された。そして200m進んだところで包囲され、コンクリートの塊を投げつけられるなどして車を大破された。この時にアメリカ軍兵士1人が即死している。
所轄の浅草警察署は、警視庁予備隊（現在の機動隊）に出動を要請した。予備隊はただちに現場に駆けつけ暴徒を解散させ、50人の朝鮮人を検挙した。
この事件でアメリカ軍兵士1人が死亡、1人が重傷、2人が軽傷を負った。被害者がアメリカ軍兵士であることから、ポツダム命令の連合国人に対する刑事事件特別措置令の規定によりアメリカ軍が直接捜査を行い、在日朝鮮人17人を検挙した。
この事件は「帝都の治安上ゆゆしき問題である」として国会でも取り上げられ、朝鮮人の送還についての議論がなされた。